# أليساندرو إياكونو
أليساندرو إياكونو (بالإيطالية: Alessandro Iacono)‏ هو لاعب كرة قدم إيطالي في مركز الوسط، ولد في 28 أكتوبر 1973 في ميلانو في إيطاليا. لعب مع نادي بيرغوليتزي 1932 ونادي تريستينا ونادي لنيانو.